# قلعه گوری
قلعه گوری در شهرستان دالاهو، بخش مرکزی، دهستان بیونیج، روستای آسیاب تنوره واقع شده و این اثر در تاریخ ۲۶ اسفند ۱۳۸۶ با شمارهٔ ثبت ۲۱۷۷۷ به‌عنوان یکی از آثار ملی ایران به ثبت رسیده است.